# Asura varians
Asura varians là một loài bướm đêm thuộc phân họ Arctiinae, họ Erebidae.